# St. Johannes (Vimbuch)

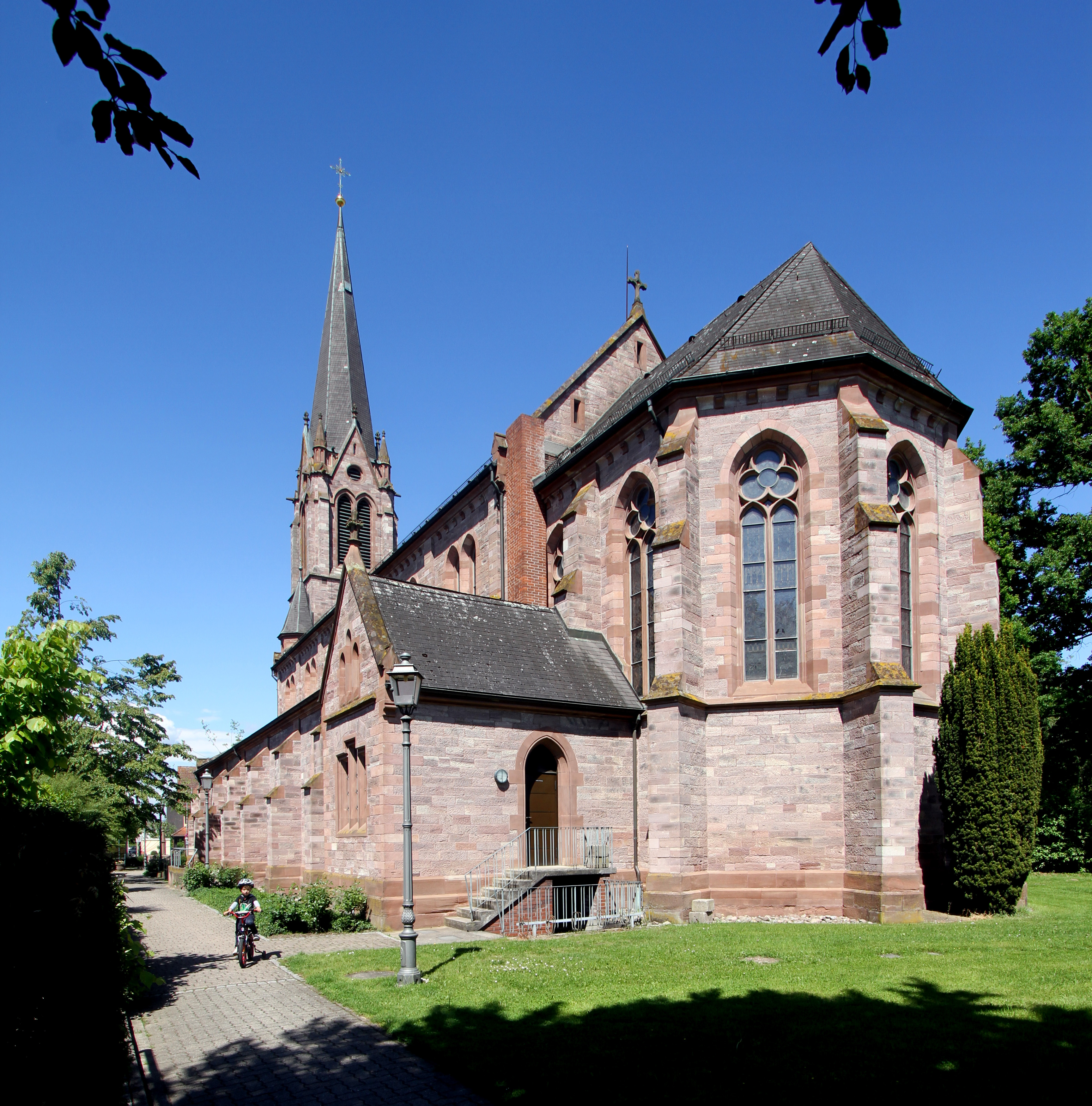
Pfarrkirche St. Johannes, 2017

St. Johannes ist die neugotische, katholische Pfarrkirche in Vimbuch, einem Stadtteil der Stadt Bühl in Baden-Württemberg. Sie gehört zum Dekanat Baden-Baden der römisch-katholischen Diözese Freiburg. Der Sakralbau ist Johannes dem Täufer gewidmet.

## Lage
Durch die Gemarkung führt in Nord-Süd-Richtung die Vimbucher Straße parallel zum östlich gelegenen Sandbach. Von Westen führt die Seimelstraße auf das Gebäude zu, das östlich dieser Straßenkreuzung auf einer leichten Anhöhe steht. Das Bauwerk ist nicht eingefriedet.

## Geschichte
Zu welchem Zeitpunkt das Kirchspiel Vimbuch errichtet wurde, ist nicht urkundlich überliefert. In der Speyerer Urkunde aus dem Jahr 1154 wurde im Ort eine Kapelle erwähnt. Ein weiterer Hinweis findet sich in einer Urkunde aus dem Münster Schwarzach, in der im Jahr 1259 ein Pfarrer Johannes de Vintbuch im Ort erwähnt wurde. Die Kirchengemeinde geht daher davon aus, dass das Kirchspiel in der Mitte des 13. Jahrhunderts entstanden sein muss. Eine erste Pfarrkirche ist Überlieferungen zufolge in den Jahren 1460 bis 1470 errichtet worden.
Gesichert ist, dass mit dem Bau im Jahr 1888 unter der Leitung des Architekten Karl Hörth begonnen wurde, nachdem der damalige Pfarrer Karl Bunkofer die übrigen Gemeinden von einem neuen Sakralbau überzeugen konnte. Die Kirchweihe fand am 14. Mai 1891 im Beisein des Erzbischofs Johann Christian Roos statt.
Anschließend wurde der Vorgängerbau in der Karl-Bunkofer-Straße abgerissen und das Inventar sowie das Grundstück veräußert. Im Dezember 1920 erhielt die Kirche für 12.735 Papiermark eine elektrische Beleuchtung. Im Zweiten Weltkrieg sollte die Kirchengemeinde im Jahr 1944 einen Kronleuchter aus Messing im Zuge einer Metallspende des deutschen Volkes abgeben. Er blieb jedoch erhalten, nachdem er nachträglich als vergoldet gemeldet wurde. 1964 nahm die Gemeinde eine Kirchenheizung in Betrieb. 1970 wurde das Bauwerk umfassend renoviert, ebenso in den Jahren 2001 und 2002. Dabei wurden unter anderem über dem Chorbogen zwischenzeitlich übermalte Engel wieder freigelegt. Im September 2006 weihte der Weihbischof Rainer Klug einen neuen Altar sowie einen neuen Ambo ein.

## Baubeschreibung

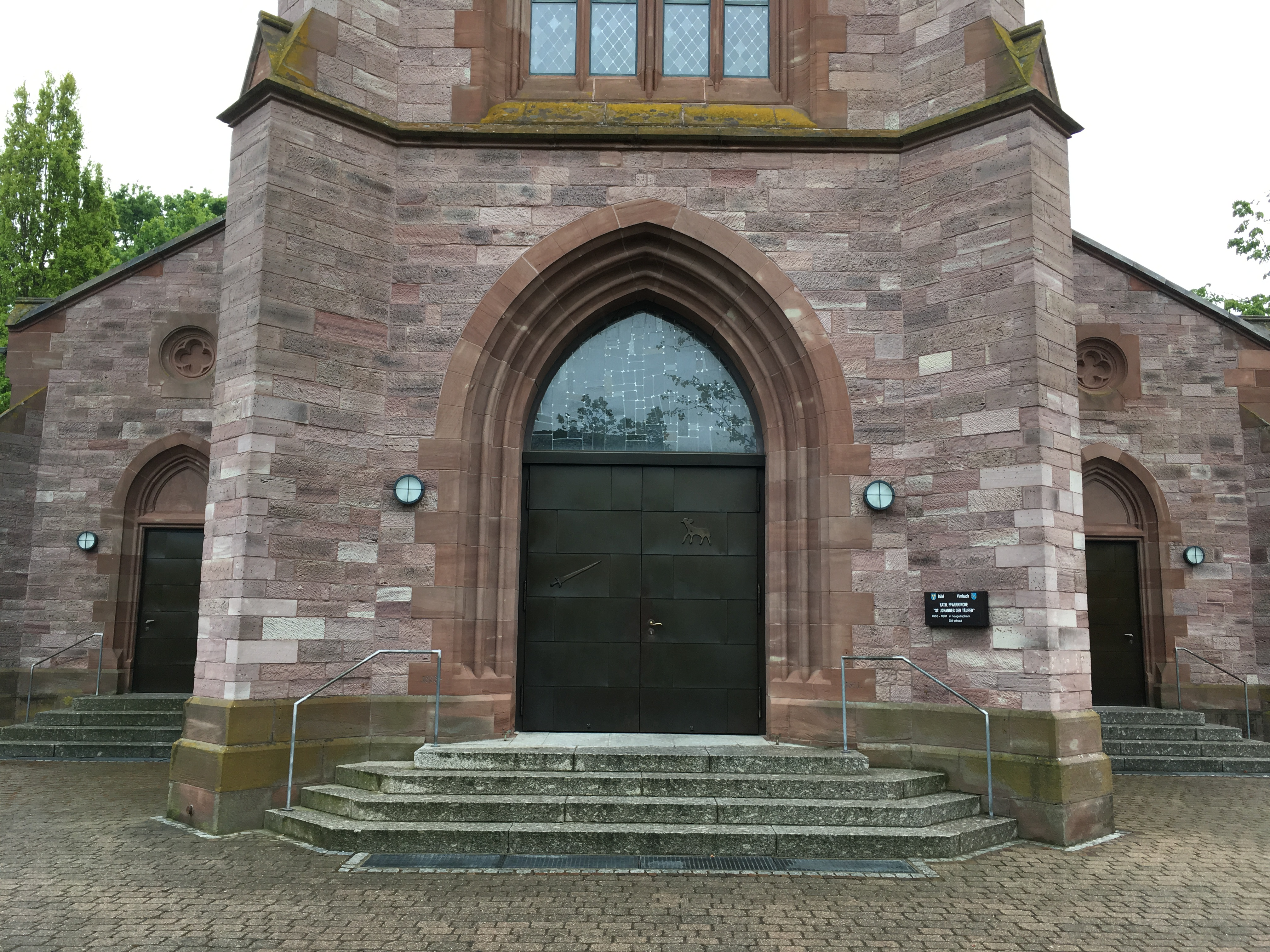
Westportal

Das gesamte Bauwerk wurde aus Buntsandstein errichtet. Der Chor ist eingezogen und hat einen Fünfachtelschluss. An jeder Seite wird er durch dreifach getreppte Strebepfeiler stabilisiert. Dazwischen ist im unteren Bereich ein Mauerwerk, darüber an der Nord- und Südseite sind je zwei, an den übrigen Seiten ein gekuppeltes Lanzettfenster mit einem darüberliegenden Dreipass. Die Laibungen wurden ebenfalls aus Sandstein errichtet. Am Übergang zum Dach ist ein umlaufender Fries. An der Südseite des Chors ist eine Sakristei mit einem rechteckigen Grundriss angebaut. Sie kann durch eine spitzbogenförmige Pforte von Osten her betreten werden. An der Südfassade sind drei rechteckige Fenster, ebenso im Giebel angebracht.
Die Nord- und Südwand des Kirchenschiffs sind symmetrisch aufgebaut. Die beiden Seitenschiffe werden jeweils von zweifach gestuften Strebepfeilern stabilisiert. Dazwischen ist je ein spitzbogenförmiges Fenster. Zwischen dem vierten und fünften Joch ist jeweils eine ebenfalls spitzbogenförmige Pforte, die im oberen Bereich mit einer vierfach gestuften Blende verziert ist. Der Obergaden des Hauptschiffs besteht aus je zwei gekuppelten Fenstern; die Wand ist mit Lisenen gegliedert. Darüber ist wie auch am Chor ein umlaufender Fries. Die Seitenschiffe können durch je eine weitere Pforte an der Westseite betreten werden. Darüber ist ein Vierpass.
Der Westturm ist rechteckig und eingezogen. An seiner Verbindung zum Kirchenschiff ist ein Treppenaufgang vorhanden. Das mächtige, spitzbogenförmige Westportal ist dreifach gestuft und kann über eine Treppe erreicht werden. Daran schließt sich oberhalb eines Gesimses das mittlere Turmgeschoss an. An seiner Westfassade sind auch hier zwei gekuppelte Lanzettfenster mit je einem darüberliegenden Dreipass sowie einem nochmals darüber angeordneten Fünfpass. Der Spitzbogen führt den Betrachter zu einer darüberliegenden Turmuhr, die das mittlere Geschoss abschließend gliedert. Es folgt das Turmobergeschoss bestehend aus je zwei gekuppelten Klangarkaden, Fialen sowie einem Spitzhelm, der mit Turmkugel und Kreuz abschließt.

## Ausstattung

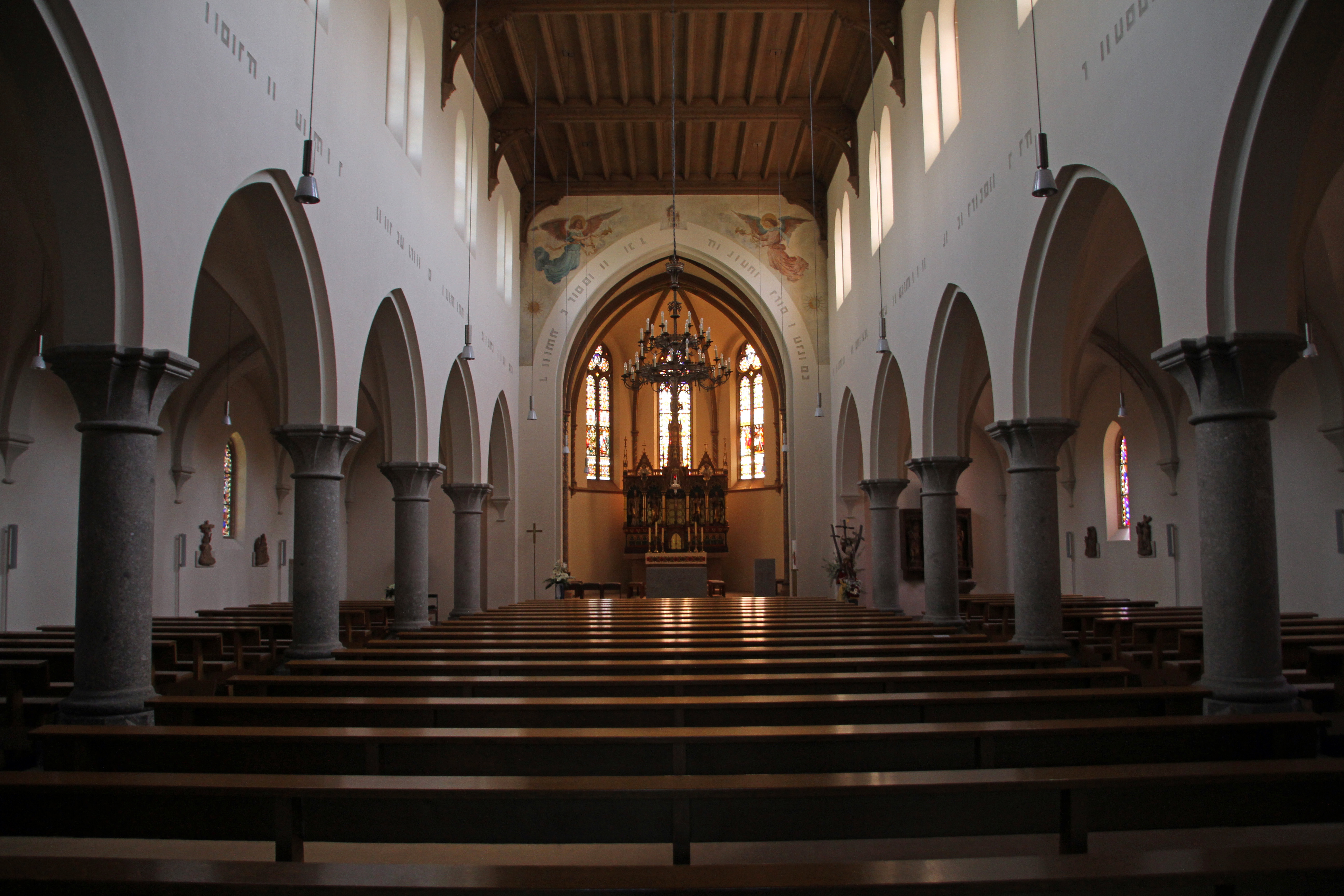
Blick Richtung Chor

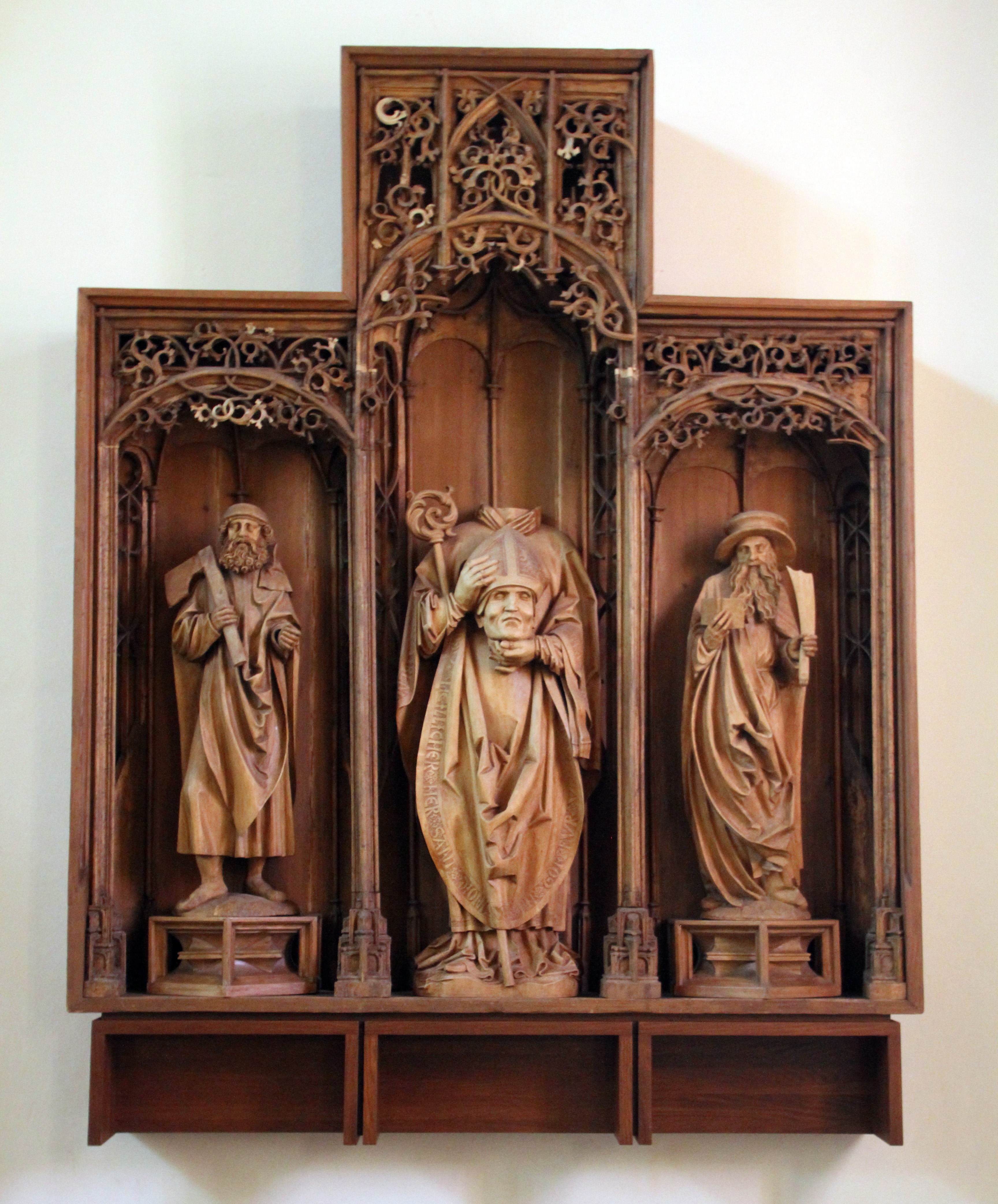
Schrein von Niklaus von Hagenau

Den Altar, die Kanzel sowie die Beichtstühle, Kommunionbank und die Fünte schuf Franz Joseph Simmler im Jahr 1891; der Ambo ist neuzeitlich. 1912 wurden ein Josefsaltar und ein Marienaltar durch die Firma der Gebrüder Moroder vergrößert. Im südlichen Seitenaltar steht seit 1962 ein spätgotisches Altarretabel, das ursprünglich zum Hauptaltar der Dionysiuskirche in Baden-Baden gehörte. Es stammt vom elsässischen Bildhauer Niklaus von Hagenau und damit vermutlich aus dem Vorgängerbau. Er entstand im Jahr 1508.
Der Schrein war Simon Petrus, dem Apostel Andreas sowie Dionysius von Paris geweiht. Er wurde im 18. Jahrhundert in das Beinhaus nach Oos gebracht; die Ausstattung verblieb in der Kirche. Der Schrein aus Tannenholz gelangte Ende der 1950er Jahre nach einer Teilrestaurierung mit drei anderen Figuren zunächst in die Friedhofskapelle, anschließend in die Pfarrkirche nach Vimbuch. Er besteht aus drei gewölbten Nischen, die mit je einem Rundbogen und Akanthus und Maßwerk verziert sind. In der mittleren, deutlich höheren Nische steht Dionysius. Er hält seinen abgeschlagenen, mit einer Mitra besetzten Kopf mit beiden Händen vor seiner Brust; in der rechten Armbeuge ein Krummstab als Insigne seiner Macht. Einige Inschriften sind nicht mehr entzifferbar. Erkennbar ist: „NICLAVS · VON · / HAGNOW · J(M) XV · / C · VI · IOR ·“ sowie „O DV · HEILLICHER · HER · SANT · DIONISIVS · PIT · GOT · FVR · VNS · ARM“.
Zur weiteren Ausstattung gehören unter anderem ein Kronleuchter aus Messing sowie ein Kruzifix, das an der südwestlichen Seite im Langhaus hängt. Der Innenraum des Kirchenschiffs ist in weißer Farbe gehalten. Davon heben sich die Säulen aus Schwarzwaldgranit ab, die die einzelnen profilierten Joche des Langhauses tragen. Der Triumphbogen ist spitzbogenförmig und mit Engeln verziert. Das Bauwerk hat in seinem Innern eine flache Balkendecke aus Holz.

## Orgel

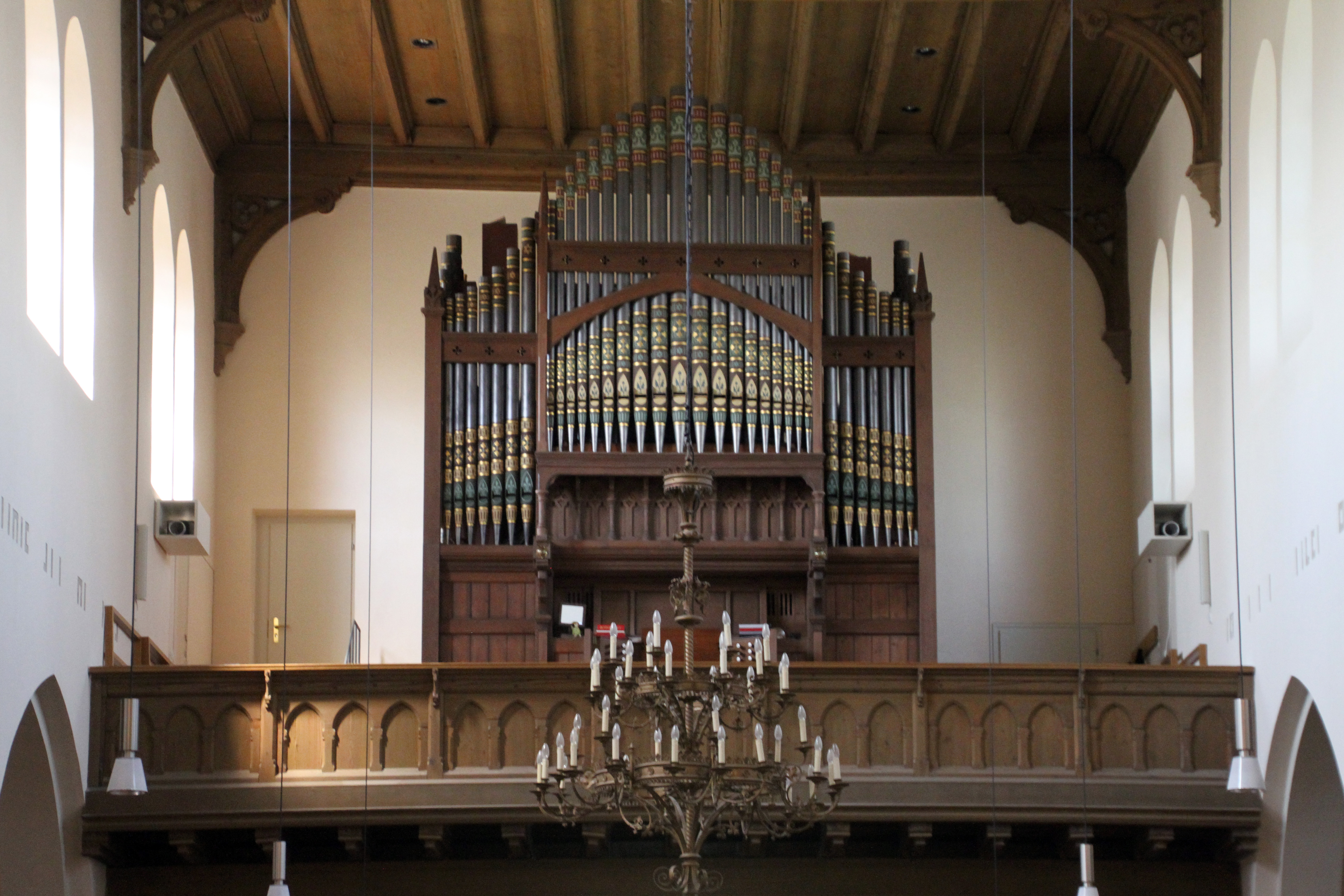
Bevington-Krawinkel-Orgel von 1884/2006

Die Orgel stammt vom englischen Orgelbauer Bevington & Sons und wurde 1884 erbaut. Das rein mechanische Instrument steht auf der Westempore und hatte ursprünglich 22 Register sowie zwei Manuale. Es wurde von einem Dienstleister aus Ramsgate importiert und vom Orgelbauer Krawinkel in den Jahren 2005 bis 2006 restauriert. Dabei wurden ein weiteres Werk eingebaut und ein drittes Manual ergänzt.
Die Disposition lautet wie folgt:
| I Choir Organ C–f3 |    |
| Open Diapason      | 8′ |
| Hohl Flute         | 8′ |
| Echo Gamba         | 8′ |
| Prinzipal          | 4′ |
| Harmonic Flute     | 4′ |
| Prinzipal          | 2′ |
| Mixtur III         | 2′ |
| Tremulant          |    |

| II Great Organ C–f3 |    |
| Open Diapason       | 8′ |
| Claribel            | 8′ |
| Duciana             | 8′ |
| Bell Gamba          | 8′ |
| Prinzipal           | 4′ |
| Flute               | 4′ |
| Fifteenth           | 2′ |
| Full Mixture III    |    |
| Trumpet             | 8′ |

| III Swell Organ C–f3 |    |
| Open Diapason        | 8′ |
| Stopped Diapason     | 8′ |
| Keraulophon          | 8′ |
| Prinzipal            | 4′ |
| Prinzipal            | 4′ |
| Flute                | 4′ |
| Mixture III          | 2′ |
| Full Mixture III     | 2′ |
| Cornopean            | 8′ |
| Oboe                 | 8′ |
| Tremulant            |    |

| Pedal C–f1    |     |
| Open Diapason | 16′ |
| Bourdon       | 16′ |
| Violoncello   | 8′  |
| Trombon       | 8′  |
| Trumpet       | 8′  |

- Koppeln:
  - Normalkoppeln:  II/I, III/I, I/P, II/P, III/P
  - Oktavkoppeln:  III/III

## Glocken
Im Turm hängen insgesamt fünf Glocken. Zwei von ihnen, die Marien- und die Peter-und-Paul-Glocke, stammen aus der Glockengießerei Edel aus Straßburg und entstanden im Jahr 1798 unter der Leitung von Matthäus Edel. Sie hingen ursprünglich in der alten Pfarrkirche St. Peter und Paul in Bühl und kamen nach einem Neubau Ende des 19. Jahrhunderts nach Vimbuch. Auch sie sollten im Zuge einer Metallspende eingeschmolzen werden, konnten aber aus dem Glockenfriedhof in Hamburg wieder zurückgeholt werden. 1929 kam eine weitere Glocke hinzu, die Benjamin Grüniger goss. Sie wurde 1980 entfernt und durch drei Glocken der Glockengießerei Heidelberg ersetzt.
- Die größte von ihnen ist Jesus Christus geweiht und hat einen Durchmesser von 1.263 mm und eine Masse von 1.323 kg. Ihr Schlagton ist es‘.
- Die zweite Glocke für Maria aus dem Jahr 1798 hat einen Durchmesser von 1.110 mm, wiegt 800 kg und hat den Schlagton f‘. Die Inschrift lautet: „MATTHAEUS EDEL ZU STRASBURG GOS MICH ANNO 1798. / GESTIFTET VON NICLAUS SCHUH / UND BARBARA SEINER EHEFRAU / BURGER ZU BÜHL ERRICHTET UNTER / AUGUST BARON V. HARRANT OBERVOGT / FIDELIS KERNLER STABHALTER / IOH. ADAM WEIBER BURGERMEISTER / ZU BÜHL.“
- Glocke drei von Edel mit einem Durchmesser von 930 mm, einer Masse von 520 kg und dem Schlagton as‘ ist Peter und Paul gewidmet. Auf ihr steht: „MATTHAEUS EDEL ZU STRASBURG GOS MICH ANNO 1798. / ERRICHTET UNTER / AUGUST BARON V. HARRANT OBERVOGT / FIDELIS KERNLER STABHALTER / IOH. ADAM WEIBER BURGERMEISTER / ZU BÜHL.“
- Glocke vier ist die Johannesglocke; sie stammt wiederum aus Heidelberg und hat einen Durchmesser von 867 mm bei einer Masse von 454 kg. Der Schlagton ist b‘.
- Die kleinste ist die Friedensglocke mit einem Durchmesser von 762 mm  und 310 kg Masse. Ihr Schlagton ist c‘‘.